# Рослятинский район
Рослятинский район — название двух районов, существовавших в 1924—1931 и 1935—1960 годах на территории, занимающую восточную часть Бабушкинского района Вологодской области. Первый район входил в Северо-Двинской губернию, а затем Северный край. Второй район возник в составе Северного края, а свою историю закончил в составе Вологодской области. Административным центром в оба периода было село Рослятино.

## Первый район
В ходе преобразования 1924 года Северо-Двинской губернии, когда уездное и волостное деление было упразднено и введены районы, был создан Рослятинский район. После постановления ВЦИК от 15 июля 1929 года упразднившего Северо-Двинскую губернию район вошел в Северо-Двинский округ Северного края РСФСР. После ликвидации в июле 1930 года округов, непосредственно входил в Северный край. Постановлением Президиума ВЦИК 30 июля 1931 года Рослятинский район был ликвидирован — в Леденгский район были переданы территории Березниковского, Жубринского, Подболотного, Рослятинского и Суминского сельских Советов.
В 1925 году состоял из трех сельсоветов в которые входило 125 деревень. В них находилось 3543 двора с 19.841 жителем В августе 1925 года в том же количестве дворов и деревень было 19.391 человек
В 1931 году на момент упразднения район состоял из пяти сельсоветов в которые входил 171 населенный пункт. В них проживало 23.000 человек.
В 1925 году кустарными промыслами занималось 138 человек, в том числе:
- 63 — «одежда и туалет» (в т.ч 27 портных, 27 валяльщиков, 9 сапожников)
- 22 — деревообработкой (в том числе 11 бондарей, 5 столяров, 2 выгонкой смолы, 2 производство деревянных колёс, 2 производство бураков из бересты, 1 плетением корзин)
- 20 — металлообработкой (в том числе 18 кузнецов)
- 12 — в пищевой промышленности (в том числе 10 водяных мельницы, 2 маслобойки)
- 12 — в кожевенной и меховой промышленности (в том числе 7 выделкой овчин и 4 выделкой кож)
- 4 — добыванием и обработкой камней, земель и глины (в том числе глиняной посуды)
- 2 — изготовлением строительного кирпича
- 2 — изготовлением саней
- 2 — обработкой шерсти
- 1 — художественными промыслами

В 1929 году район описывали как «типичный земледельческий район со средней плотностью населения в 6,5 душ на один км². и с общей площадью в 3128 км²». И хотя отмечали бедность, нуждавшихся в унавоживании предполагалось, что район будет развиваться как «земледельческо-производящий». На тот момент 88,4 % пашни был занят под зерновые, 4,3 % под корнеплоды, 4,2 под травы и 2,4 % под лён. Животноводство было представлено лошадьми, крупным рогатым скотом. Кроме этого развито пчеловодство, куроводство и огородничество. В районе развивались лесозаготовки, лесосплав, для этого использовали реки Унжу, Югу, Ляменьгу и Шарженьгу

## Второй район
Создан постановлением Президиума ВЦИК от 25 января 1935 года в составе Северного края. Из Леденгского района были переданы территории Березниковского, Жубринского, Подболотного, Рослятинского, Суминского, а также Тереховского сельских Советов.
После раздела Северного края 5 декабря 1936 года вошел в Северную область, а после её раздела 23 сентября 1937 года в Вологодскую область.
В 1954 году Рослятинский сельсовет переименован в Юзский (а в 1961 переименован обратно).
Указом Президиума Верховного Совета РСФСР 12 ноября 1960 года Рослятинский район был ликвидирован, а территория разделена между Бабушкинским (бывший Леденгский) и Никольским районами. В состав Бабушкинского района вошли Березниковский, Жубринский, Юзский и Тереховский сельсоветы. В состав Никольского Зеленцовский, Крутецкий, Лобановский, Милофановский и Подболотный сельсоветы
В 1965 году из Никольского района в состав Бабушкинского района были переданы Крутецкий, Подболотный сельсовет.
В 1938 году в районе был 271 населенный пункт.
В 1940-е годы район административно делился на 9 сельсоветов:
- Березниковский сельсовет
- Грушинский сельсовет
- Жубринский сельсовет
- Зеленцовский сельсовет
- Крутецкий сельсовет
- Подболотный сельсовет
- Рослятинский сельсовет
- Суминский сельсовет
- Тереховский сельсовет

## После упразднения
В 1974 году Березниковский сельсовет состоял из 16; Жубринский — 7; Крутецкий — 8; Подболотный — 26; Рослятинский — 21; Тереховский — 4; населенных пунктов Бабушкинского района. Зеленцовский сельсовет состоял из 13, а Милофановский из 15 населенных пунктов Никольского района
Сейчас это территория Березниковского, Рослятинского муниципальных образований Бабушкинского района, Милофановского, Зеленцовского и часть Вахневского муниципальных образований Никольского района.